# Albatros L 72

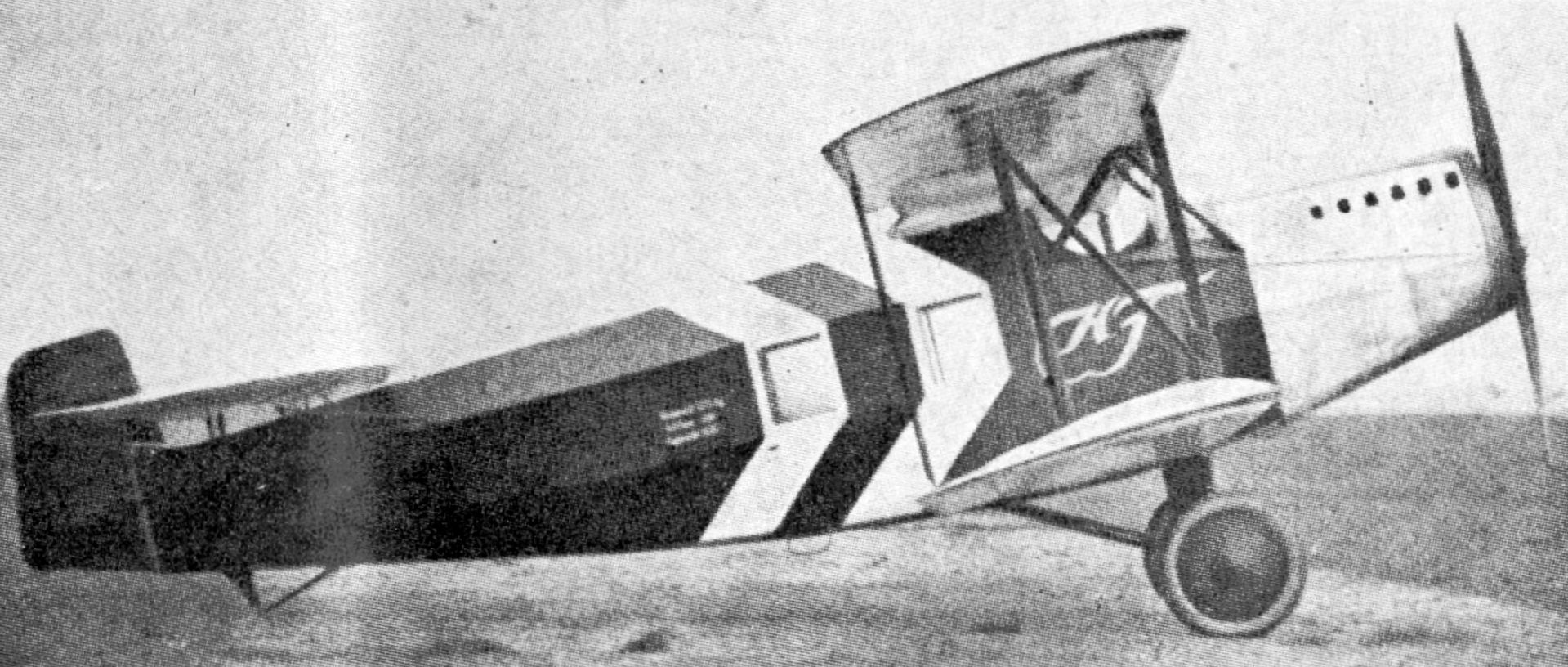
Albatros L 72 c

Die Albatros L 72 war ein einmotoriges, als Doppeldecker ausgelegtes Transportflugzeug der Berliner Albatros Flugzeugwerke aus den 1920er Jahren. Es wurde für den Ullstein Verlag entwickelt um Zeitungen zwischen deutschen Städten zu transportieren. Ein einzelnes überarbeitetes Muster wurde für das Hamburger Fremdenblatt gebaut. Diese Maschine war im Nordseebäderdienst in Betrieb.

## Konstruktion
Die L 72 war ein einmotoriger Doppeldecker mit konventioneller Konfiguration und Tragflächen gleicher Spannweite. Die Flügel in Metallbauweise besaßen zwei Kastenholme aus Dural, geschweißte Stahlrohrrippen sowie eine Leinwandbespannung. Die identischen Ober- und Unterflügel waren durch N-Streben miteinander verbunden. Zudem war die L 72 das erste deutsche Verkehrsflugzeug, das geschlitzte, ausfahrbare Vorflügel (Lachmann-Klappen) und damit gekoppelte Landeklappen besaß.
Der Rumpf bestand aus einem geschweißten Stahlrohrgerüst, welches im Bug mit Blech verkleidet war. Die übrige Außenhaut war mit Leinwand verspannt. Die halboffene Pilotenkanzel war von der geschlossenen Nutzlastkabine getrennt. Beide waren durch separate Seitentüren zugänglich. Als Frachtflugzeug betrug die größte Ladefläche für Zeitungslast 1,7 m². Der Abwurfschacht von 40 × 56 cm lichte Weite wurde durch einen schwenkbaren Doppelsitz verschlossen. Ein weiterer Klappsitz für 2 Personen befand sich an der Vorderwand.
Das Fahrgestell hatte eine durchgehende Achse und besaß eine Druckgummifederung mit Öldämpfung. Das Spornrad hatte eine einfache Druckgummifederung.

## Versionen
- L 72 a – zwei Flugzeuge für die Ullstein AG (D-888, Werknummer 10074; D-890, 10075)
- L 72 b – umgebaute L 72 a , die beide im Winter 1926/1927 eine vergrößerte Flügelfläche und geänderte Klappen erhielten
- L 72 c Albis – ein Flugzeug für das Hamburger Fremdenblatt (D-1140, Werknummer 10108)

## Technische Daten

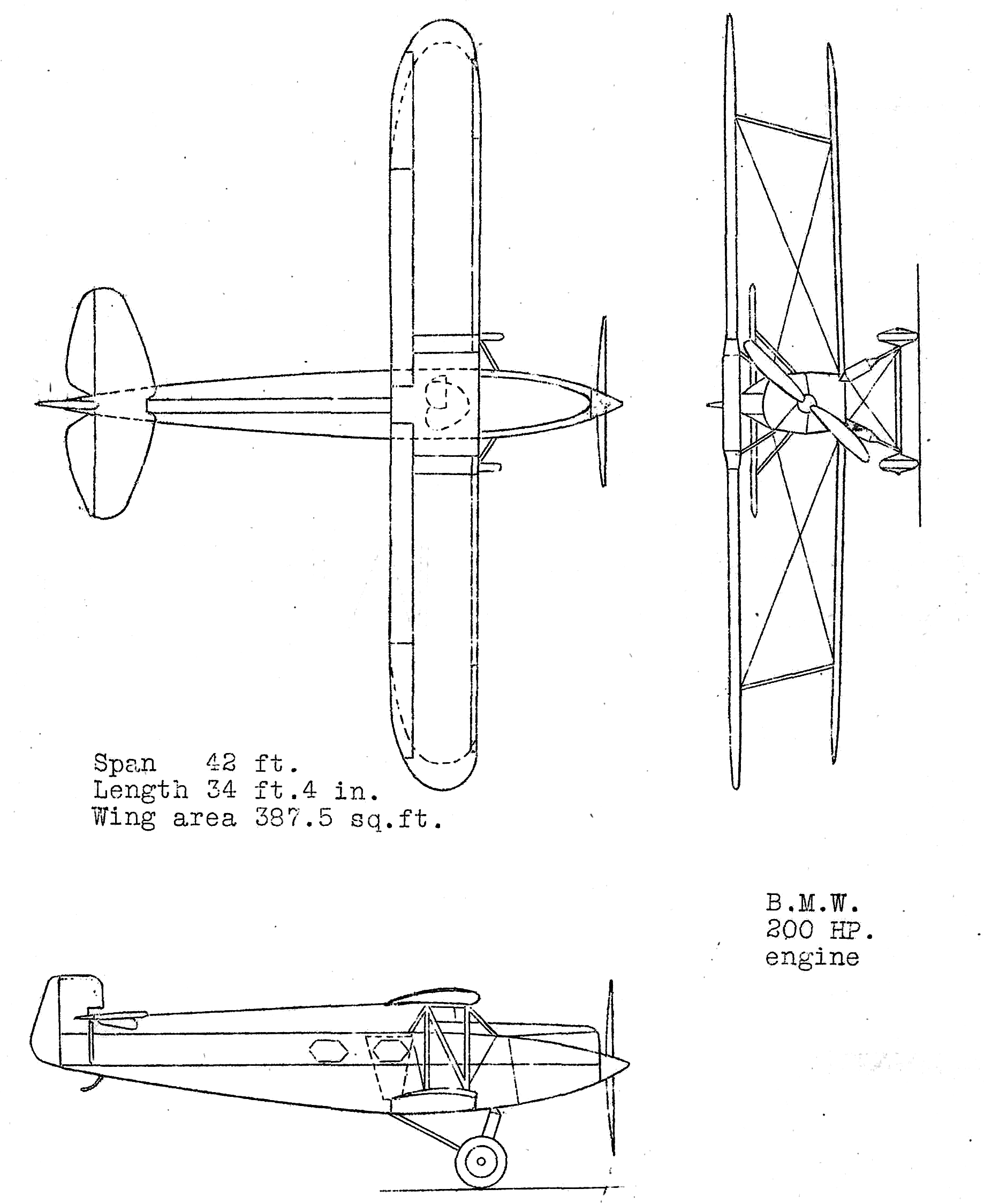
Dreiseitenriss der L 72 a

| Kenngröße             | Daten                                                        |
| --------------------- | ------------------------------------------------------------ |
| Besatzung             | 2                                                            |
| Passagiere            | 4 oder 400 kg Fracht                                         |
| Länge                 | 10,50 m                                                      |
| Spannweite            | 13,00 m                                                      |
| Höhe                  | 3,60 m                                                       |
| Flügelfläche          | 44,5 m²                                                      |
| Leermasse             | 1345 kg                                                      |
| Startmasse            | 3090 kg                                                      |
| Höchstgeschwindigkeit | 160 km/h                                                     |
| Reisegeschwindigkeit  | 153 km/h                                                     |
| Landegeschwindigkeit  | 85 km/h                                                      |
| Dienstgipfelhöhe      | 3100 m                                                       |
| Triebwerke            | ein BMW-IV-Sechszylinder-Reihenmotor mit 180 kW (ca. 240 PS) |